# Гуськов, Матвей Александрович
Матвей Александрович Гуськов (род. 30 января 2001, Нижнекамск, Татарстан) — российский хоккеист, нападающий клуба «Трактор», выступающего в КХЛ.
.

## Биография
Сын хоккеиста и функционера Александра Гуськова. Воспитанник ЦСКА, в сезоне 2017/18 дебютировал в команде МХЛ «Красная армия». На импорт-драфте CHL 2018 года был выбран в первом раунде под № 42 командой «Лондон Найтс» и провёл в OHL следующие два сезона. На драфте НХЛ 2019 года был выбран в 5-м раунде под общим 149-м номером клубом «Миннесота Уайлд».
В декабре 2020 года вернулся в ЦСКА, подписав трёхлетний контракт. Двукратный обладатель Кубка Гагарина (2022, 2023). По окончании сезона 2022/23 перешёл в «Салават Юлаев». В октябре 2024 года подписал двухлетний контракт с московским «Динамо». В декабре того же года перешёл в «Трактор» в результате обмена.

### Личная жизнь
С 2020 года встречался с Елизаветой Мамиашвили, младшей дочерью главы ФСБР Михаила Мамиашвили. 11 июня 2025 года пара поженилась. 

## Карьера в сборной
Победитель хоккейного турнира зимнего европейского юношеского Олимпийского фестиваля 2017 в составе сборной России. 